# Mount Isa
Mount Isa is een stad in Noordwest-Queensland, Australië. De stad werd gesticht, omdat het gebied waarin Mount Isa ligt enorme mineraalvoorraden bevat. De stad werd gesticht nadat John Campbell Miles in 1923 een zilver-loodader ontdekte ten westen van Cloncurry. Mount Isa is waarschijnlijk een van de productiefste mijnen in de geschiedenis: er wordt lood, zilver, koper en zink gewonnen. De delfstoffen worden 900 kilometer vervoerd naar de haven van Townsville en van daaruit naar onder andere Groot-Brittannië verscheept. Voor toeristen worden tours naar de mijnen verzorgd.
Er wonen naar schatting 21050 mensen in Mount Isa, en met een oppervlakte van 41.225 km² gold Mount Isa lange tijd als de grootste stad ter wereld. In Mount Isa is ook een basis van de Royal Flying Doctor Service gevestigd.
Hoofdstad: Brisbane

Steden: Bundaberg · 
Cairns · 
Caloundra · 
Charters Towers · 
Gladstone · 
Gold Coast · 
Hervey Bay · 
Ipswich · 
Logan · 
Mackay · 
Maryborough · 
Mount Isa · 
Rockhampton · 
Thuringowa · 
Toowoomba · 
Townsville